# Mantispa neptunica
Mantispa neptunica är en insektsart som beskrevs av Navás 1914. Mantispa neptunica ingår i släktet Mantispa och familjen fångsländor. Inga underarter finns listade i Catalogue of Life.